# Chladnis klangfigurer

Teckningar av Ernst Chladni visar mönster som bildas av sand placerat på en kvadratisk metallplatta när det utsätts för vibrationer.

Chladnis klangfigurer är ett akustiskt fenomen som upptäcktes av Ernst Chladni. 
Om en skiva av något elastiskt ämne (glas, metall eller trä) försätts i så kallade stående vibrationer, exempelvis genom en strykning på dess kant med en violinstråke, och om den därvid ger ifrån sig en tydlig musikalisk ton, så delar den sig i rutor eller avdelningar, av vilka två närliggande alltid svänger i motsatta riktningar. Gränslinjerna mellan dessa delar, de så kallade nodlinjerna, är däremot i fullkomlig vila. Dessa kan göras synliga därigenom att skivan beströs med ett fint pulver, exempelvis fin sand eller sågspån, som kastas bort från de svängande delarna och samlar sig vid nodlinjerna, där det får ligga stilla. De figurer, som bildas av dessa nodlinjer, upptäcktes först av Chladni och blev efter honom kallade Chladnis klangfigurer. Deras form är beroende av det ställe på skivan, där 
vibrationerna uppväcks, det eller de ställen på skivan, som vid strykningen fasthålls eller berörs med fingret, vidare av skivans material, tjocklek och form (huruvida den är kvadratisk, rektangulär, cirkulär eller elliptisk), slutligen av strykningens styrka och hastighet. Den enklaste figuren ger en skiva, när dess grundton ljuder; vid högre toner bildar sig mer invecklade klangfigurer.

## Videoexempel
|  |  |  |